# 19539 Anaverdu
19539 Anaverdu è un asteroide della fascia principale. Scoperto nel 1999, presenta un'orbita caratterizzata da un semiasse maggiore pari a 2,3270606 UA e da un'eccentricità di 0,1813596, inclinata di 6,85113° rispetto all'eclittica.